# آمورونئی مانیا
آمورونئی مانیا (Amoron'i Mania) یکی از ۲۲ منطقه کشور ماداگاسکار است.

## ناحیه ها
منطقه آمورونئی مانیا از ۴ ناحیه تشکیل شده است:
- آمباتوفیناندراهانا (Ambatofinandrahana)
- آمبوسیترا (Ambositra)
- فاندریانا (Fandriana)
- ماناندریانا (Manandriana)